# 994 Otthild
994 Otthild, asteroid glavnog pojasa. Otkrio ga je Karl Wilhelm Reinmuth, 18. ožujka 1923.

## Vanjske poveznice
- Minor Planet Center